# Arbeno d'Attimis
Arbeno D'Attimis (1895 – 1981) è stato un politico e militare italiano.

## Biografia
Il conte Arbeno d'Attimis, nato, secondogenito, nel 1895 da Odorico Francesco e da Irene de Valdacca, greca, si distinse durante la Grande guerra, nel 1918, quando, tenente di cavalleria, sbarcò in missione segreta, insieme a Max di Montegnacco, in Friuli, allora occupato dall'Austria-Ungheria a seguito della battaglia di Caporetto, per guidare l'insurrezione di Udine nel novembre del 1918. In seguito, a Udine fu presidente della cassa di risparmio e, dal 1933 al 1937, podestà di Udine. Nel 1939 sposò la tedesca Hilde Ziegler. Morì nel 1981.